# Les Thunderman : Incognito
Les Thunderman (2013-2018) Le Retour des Thunderman (2024)
Les Thunderman : Incognito (The Thundermans: Undercover) est une série télévisée américaine créée par Jed Spingarn, Sean W. Cunningham, et Marc Dworkin et diffusée depuis le 11 janvier 2025 sur Nickelodeon. La série est un spin-off de la série de Nickelodeon Les Thunderman, diffusée entre 2013 et 2018 à la suite du succès du film Le Retour des Thunderman.
La série est centrée sur les trois personnages principaux Phoebe Thunderman (Kira Kosarin), Max Thunderman (Jack Griffo) et Chloé Thunderman (Maya Le Clark).
En France, elle est diffusée depuis le 7 avril 2025 sur Nickelodeon France.

## Synopsis
Max et Phoebe emmènent Chloé en mission incognito à Secret Shores pour qu'elle vive une vie d'ado normale. Quand une nouvelle menace apparaît, le trio est obligé de rester plus longtemps que prévu.

## Distribution

### Acteurs principaux
- Kira Kosarin (VFB : Sophie Frison) : Phoebe Thunderman
- Jack Griffo (VFB : Alexis Flamant) : Max Thunderman
- Maya Le Clark (VFB : Noa Lecot) : Chloé Thunderman
- Nathan Broxton (VFB : Dimitri Careme) : La Poise
- Kinley Cunningham (VFB : Lise Leclercq) : Kombucha
- Dana Snyder (en) (VFB : Benoît Van Dorslaer) : Dr Colosso

### Invités desLes Thunderman
- Chris Tallman (VFB : Martin Spinhayer) : Hank Thunderman
- Rosa Blasi (VFB : Sophie Landresse) : Barbra Thunderman
- Diego Velazquez (VFB : Arthur Dubois) : Billy Thunderman
- Daniele Gaither (en) (VFB : Fabienne Loriaux) : Super-Présidente Tapedure (Kickbutt en VO)
- Helen Hong (VFB : Cécile Florin) : Mme Wong
- Audrey Whitby (VFB : Claire Tefnin) : Cherry Seinfield
- Kenny Ridwan : Gideon
- Jeff Meacham : Principal Bradford

### Acteurs récurrents
- Daran Norris : Thunderford
- Michael Delleva : Wayland

### Invités
- Ryan Ochoa (VFB : Matteo Marchese) : Malware
- Darin De Paul : Mastermind
- Mela Pietropaolo (VFB : Lucie Flamant) : Blair
- Jennifer Spence (VFB : Julie Basecqz) : Principal Taylor
- Katrina Reynolds : Adele
- Toby Berner : Randy
- Tony Alcantar (VFB : Steve Driesen) : Brain Freeze
- Lilimar : Kitty Klaw
- Jessica Marie Garcia : Brenda
- Max Malas : Steve
- Geno Segers : High Tide

D'autres voix françaises sont ajoutés au fur et à mesure : Claire Beugnies, Dorothée Schoonooghe, Laurent Bonnet, Marc Weiss, Marcha Van Boven.

## Production

### Développement
À la suite du succès du film Le Retour des Thunderman, une série dérivée a été annoncée le 16 mai 2024. La production a commencé en août 2024 à Vancouver, en Colombie-Britannique. La première saison a été commandée pour 26 épisodes, selon la liste de l’annuaire de la Writers Guild of America et le premier épisode de la saison a reçu son crédit le 10 janvier 2025. Il a été créé le 11 janvier 2025, en tant que promotion en avant-première, mais a officiellement commencé à être diffusé le 22 janvier 2025.

### Fiche technique
Sauf indication contraire, les informations mentionnées dans cette section peuvent être confirmées par la base de données cinématographiques IMDb,  présente dans la section « Liens externes ».
- Titre original : The Thundermans: Undercover
- Titre français : Les Thunderman : Incognito
- Création : Jed Spingarn, Sean W. Cunningham, et Marc Dworkin
- Réalisation : Wendy Faraone, Trevor Kirschner, Jonathan A. Rosenbaum, Kira Kosarin, Phill Lewis et Jed Spingarn
- Scénario : Sean W. Cunningham, Marc Dworkin, Jed Spingarn, Dan Serafin, Hannah Suria, Scott Taylor, Samantha Martin, Nora Sullivan, Chris Tallman, Angela Yarbrough
- Musique :
  - Compositeur(s) : Ron Wasserman
- Production : Richard Bullock
  - Production exécutive : Jed Spingarn, Sean W. Cunningham, Marc Dworkin, Kira Kosarin et Jack Griffo
  - Sociétés de production : Thinky Boy, Dworkingham Productions et Nickelodeon Animation Studio
- Pays d'origine :  États-Unis
- Langue d'origine : anglais
- Format :
  - Format image : 720p (HDTV)
  - Format audio : 5.1 surround sound
- Genre : Comédie
- Durée : 22-24 minutes
- Date de première diffusion :
  - États-Unis : 11 janvier 2025 sur Nickelodeon
  - France : 7 avril 2025 sur Nickelodeon France
- Classification : déconseillé aux moins de 7 ans

Adaptation
Version française
- Société de doublage : TransPerfect Media
- Direction artistique : Laurence César
- Adaptation des dialogues : Amandine Joly
- Mixage audio : Antoine Adamczewski et Nicolas Lauria
- Gestion de projet : Laetitia Szewc

## Épisodes
| Saison | Saison | Nombre d'épisodes | Années | Diffusion originale | Diffusion originale | Diffusion française | Diffusion française |
| Saison | Saison | Nombre d'épisodes | Années | Début de saison     | Fin de saison       | Début de saison     | Fin de saison       |
| ------ | ------ | ----------------- | ------ | ------------------- | ------------------- | ------------------- | ------------------- |
|        | 1      | 26                | 2025   | 11 janvier 2025     | NC                  | 7 avril 2025        | NC                  |

### Première saison (2025)
Cette saison est composée de 26 épisodes, diffusée depuis le 11 janvier 2025 sur Nickelodeon.
| №  | #  | Titre français            | Titre original                  | Diffusion originale | Diffusion française | Code prod. |
| -- | -- | ------------------------- | ------------------------------- | ------------------- | ------------------- | ---------- |
| 1  | 1  | Thunder-infiltration      | Thundercover                    | 11 janvier 2025     | 7 avril 2025        | 101        |
| 2  | 2  | Pouvoirs défectueux       | Faulty Powers                   | 22 janvier 2025     | 8 avril 2025        | 104        |
| 3  | 3  | Colère à l'école          | Bummer School                   | 29 janvier 2025     | 9 avril 2025        | 103        |
| 4  | 4  | Le métamorphoseur         | The Parent Zap                  | 5 février 2025      | 10 avril 2025       | 102        |
| 5  | 5  | Rendez-vous en péril      | Save the Date                   | 12 février 2025     | 11 avril 2025       | 105        |
| 6  | 6  | Cherry fait des siennes   | Cherry Bad Things               | 26 février 2025     | 14 avril 2025       | 106        |
| 7  | 7  | Billy ralentit            | Not So Fast and Furious         | 5 mars 2025         | 15 avril 2025       | 107        |
| 8  | 8  | Un espion de trop         | For Your Spies Only             | 12 mars 2025        | 16 avril 2025       | 108        |
| 9  | 9  | Sans ami pour la vie      | No Friend in Sight              | 19 mars 2025        | 17 avril 2025       | 111        |
| 10 | 10 | Le cas Steve              | All About Steve                 | 26 mars 2025        | 18 avril 2025       | 109        |
| 11 | 11 | Écueils et Préjugés       | Tide and Prejudice              | 2 avril 2025        | 24 juillet 2025     | 112        |
| 12 | 12 | Piège un autre jour       | Prank You, Next                 | 9 avril 2025        | 24 juillet 2025     | 113        |
| 13 | 13 | Titre en français inconnu | From Dust Till Dawn             | 16 avril 2025       | 24 juillet 2025     | 110        |
| 14 | 14 | Titre en français inconnu | Summer of secrets               | 17 juillet 2025     | date inconnue       | 115        |
| 15 | 15 | Titre en français inconnu | I Know What You Did This Summer | 17 juillet 2025     | date inconnue       | 116        |
| 16 | 16 | Titre en français inconnu | The Summer I Turned Giddy       | 24 juillet 2025     | date inconnue       | 117        |
| 17 | 17 | Titre en français inconnu | A Midsummer Night's Scheme      | 24 juillet 2025     | date inconnue       | 118        |
| 18 | 18 | Titre en français inconnu | Cruel summer                    | 31 juillet 2025     | date inconnue       | 119        |
| 19 | 19 | Titre en français inconnu | Endless Summer                  | 31 juillet 2025     | date inconnue       | 120        |

## Réception critique
Fernanda Camargo de Common Sense Media a donné à la série une note de 2 étoiles sur 5, déclarant que « regarder Les Thunderman : Incognito donne parfois l’impression de voir une série qui essaie de répondre aux critiques précédentes, mais finit par tomber dans les mêmes pièges ».

## Anecdotes
- La série met désormais en vedette la jeune actrice Maya Le Clark qui, jusque-là, ne jouait qu'un rôle secondaire dans la série principale.

- Parmi les acteurs de la famille Thunderman, trois acteurs dont Kira Kosarin, Jack Griffo et Maya Le Clark sont retenus pour représenter dignement la suite du spectacle, tandis que les trois autres Chris Tallman, Rosa Blasi et Diego Velazquez sont relayés au rang d'invités.
  - Le retour de Addison Riecke qui incarne Nora Thunderman dans le casting n'est pas confirmée.

- L'intrigue de la série résout le mystère cachée derrière la scène post-crédite du film Le Retour des Thunderman, celle à laquelle on voit le Dr Colosso en train de communiquer avec un super-vilain inconnu.

- Cette présente quelques similitudes avec la série Nickelodeon : Danger Force.
  - Ce sont tous les deux des spin-offs de séries sur le thème des héros de comics.
  - Elles sont produites par d'anciens acteurs de leurs séries principaux, Kira Kosarin et Jack Griffo pour Les Thunderman : Incognito et Jace Norman dans le cas de Danger Force.

- En plus d'être issue d'une série principale, elles ont toutes deux eu droit à un film servant de retour pour ses protagonistes.